# Birgitt Bender

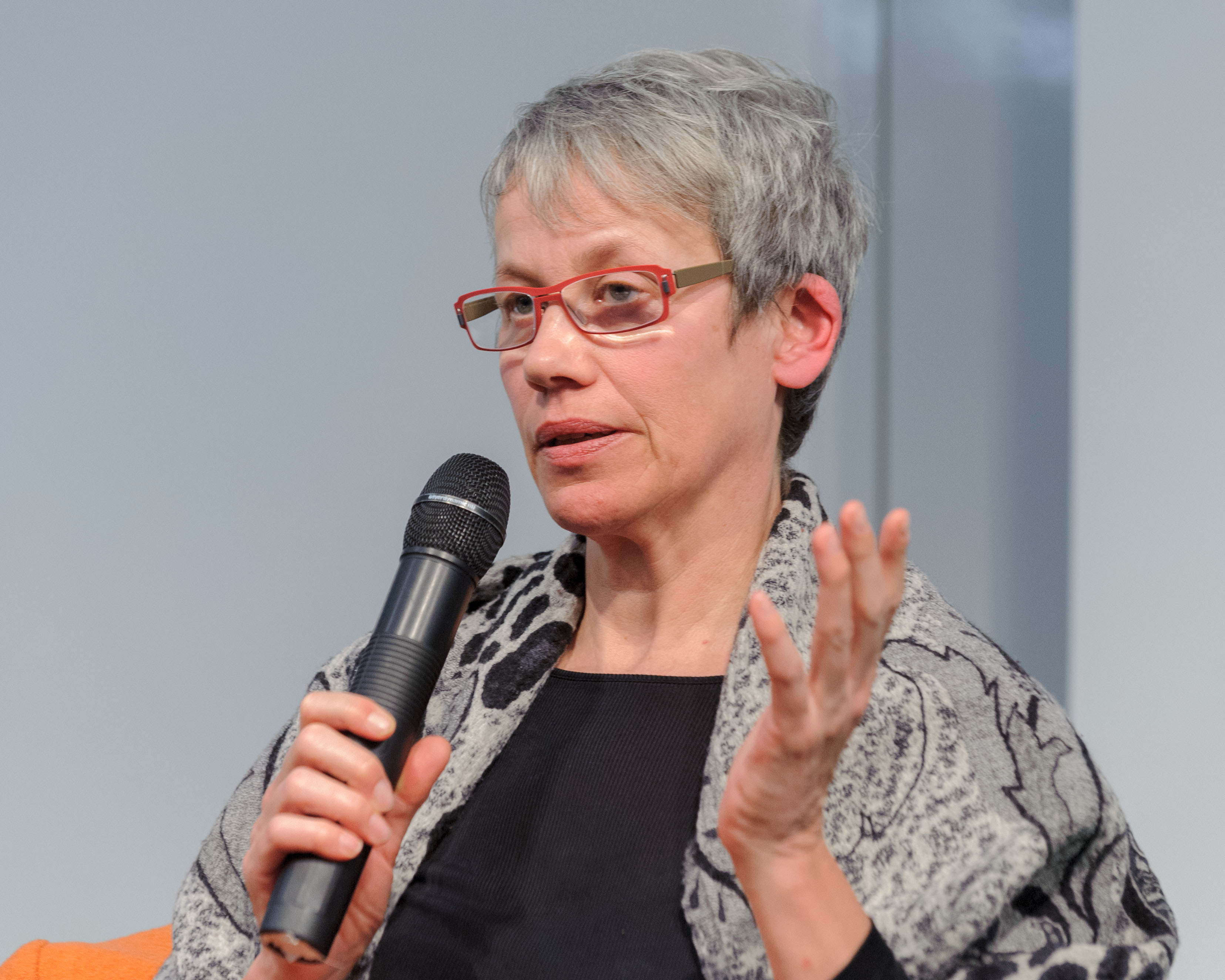
Birgitt Bender, 2013

Birgitt „Biggi“ Bender (* 28. Dezember 1956 in Düsseldorf) ist eine deutsche Politikerin (Bündnis 90/Die Grünen). Bender war von 2002 bis 2013 gesundheitspolitische Sprecherin der grünen Bundestagsfraktion und ist seither selbstständige Beraterin im Gesundheitswesen.

## Leben

### Juristischer Werdegang
Nach dem Abitur 1975 in Düsseldorf absolvierte Birgitt Bender ein Studium der Rechtswissenschaft in Köln, Genf und Freiburg im Breisgau. Sie absolvierte 1980 das erste und 1984 das Zweite juristische Staatsexamen. Anschließend arbeitete sie als Justitiarin. 

### Abgeordnete
Über ihr Engagement in der Frauenbewegung kam Birgitt Bender in den 1980er Jahren zur Partei Bündnis 90/Die Grünen. Von 1999 bis 2007 gehörte sie dem Parteirat von Bündnis 90/Die Grünen in Baden-Württemberg an.
Von 1988 bis 2001 gehörte Birgitt Bender dem Landtag von Baden-Württemberg an. Hier war sie von 1988 bis 1990 Vorsitzende der Landtagsfraktion Bündnis 90/Die Grünen, von 1992 bis 2000 stellvertretende Fraktionsvorsitzende sowie von 1992 bis 1996 Vorsitzende des Ausschusses für Frauen, Familie, Weiterbildung und Kunst.
Von 2002 bis 2013 war Bender Mitglied des Deutschen Bundestages und Sprecherin der Bundestagsfraktion Bündnis 90/Die Grünen für Gesundheitspolitik. In dieser Funktion trat sie als Befürworterin von anthroposophischer Medizin, Homöopathie und sonstiger Alternativmedizin hervor.  Von 2002 bis 2005 war sie daneben auch drogenpolitische Sprecherin. Bei der Bundestagswahl 2013 wurde sie auf Platz 11 der Landesliste nominiert, aber nicht wiedergewählt.

### Verfassungsgerichtshof für das Land Baden-Württemberg
Am 8. Juli 2015 wurde Bender vom Landtag von Baden-Württemberg zum Mitglied am Verfassungsgerichtshof für das Land Baden-Württemberg gewählt. Sie gehörte der Gruppe der stellvertretenden Mitglieder mit Befähigung zum Richteramt an und amtierte bis Juli 2024.

### Mitgliedschaften und Ehrungen
1998 erhielt Birgitt Bender das Bundesverdienstkreuz am Bande.
Bender war Mitglied der Europa-Union Parlamentariergruppe Deutscher Bundestag. Darüber hinaus war sie seit 2001 stellvertretende Landesvorsitzende des Deutschen Paritätischen Wohlfahrtsverbandes Baden-Württemberg. Inzwischen ist sie nicht mehr im Vorstand. Von 2018 bis 2022 hatte Bender die Leitung des Verbandes der Ersatzkassen (vdek) in Baden-Württemberg inne. Sie ist Mitglied der Heinrich-Böll-Stiftung.

### Privates
Bender geht offen mit ihrer Homosexualität um.

## Veröffentlichungen
- Biggi Bender: Die Feministinnen und das Strafrecht - eine Replik. In: Kritische Justiz. Band 40, Nr. 2, 1987, S. 449–453, JSTOR:23997858.
- Daniel Bahr, Birgitt Bender, Klaus Ernst: Antworten der Oppositionsparteien zu aktuellen Fragestellungen. In: Die Krankenversicherung. Nr. 2, 2006, S. 36–39 (krvdigital.de).
- Biggi Bender: Viel gesehen, nichts gelernt: Leitidee für Gesundheitspolitik fehlt. In: Die Krankenversicherung. Nr. 7, 2006, S. 199–200 (krvdigital.de).
- Prävention, Patientenorientierung, Bürgerversicherung – Die gesundheitspolitischen Ziele von Bündnis 90/Die Grünen. In: Die Krankenversicherung. Nr. 6, 2009, S. 132–134 (krvdigital.de).
- Biggi Bender: Kein Wildwuchs, sondern zertifizierte Systeme. In: Deutsche Heilpraktiker-Zeitschrift. Band 5, Nr. 10, 2010, S. 61–63.
- Biggi Bender, Arno Elmer, Christiane Groß, Klaus-Dirk Henke, Albrecht Kloepfer, Clarissa Kurscheid: Gesundheit neu denken. Politische Handlungsempfehlungen für die 19. Legislaturperiode. Hrsg.: Tanja Bratan, Albrecht Kloepfer, Clarissa Kurscheid, Rüdiger Leidner. Fraunhofer Verlag, Stuttgart 2016, ISBN 978-3-8396-1130-2.